# Mastostethus pallidofasciatus
Mastostethus pallidofasciatus is een keversoort uit de familie halstandhaantjes (Megalopodidae). De wetenschappelijke naam van de soort werd in 1917 gepubliceerd door Maurice Pic.